# Яловичина

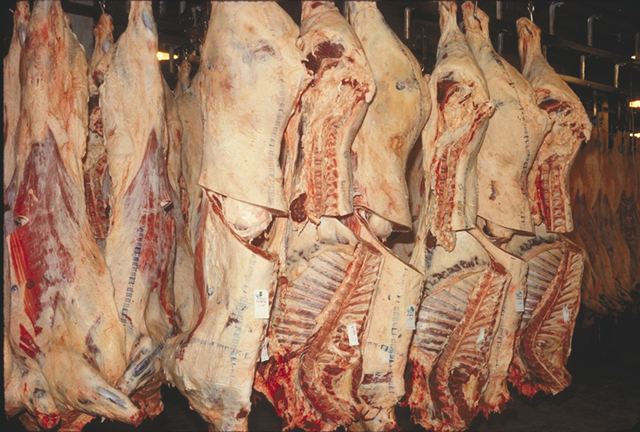
Півтуші яловичі

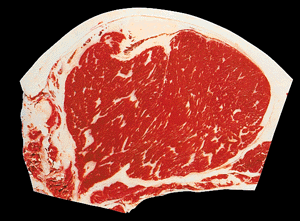

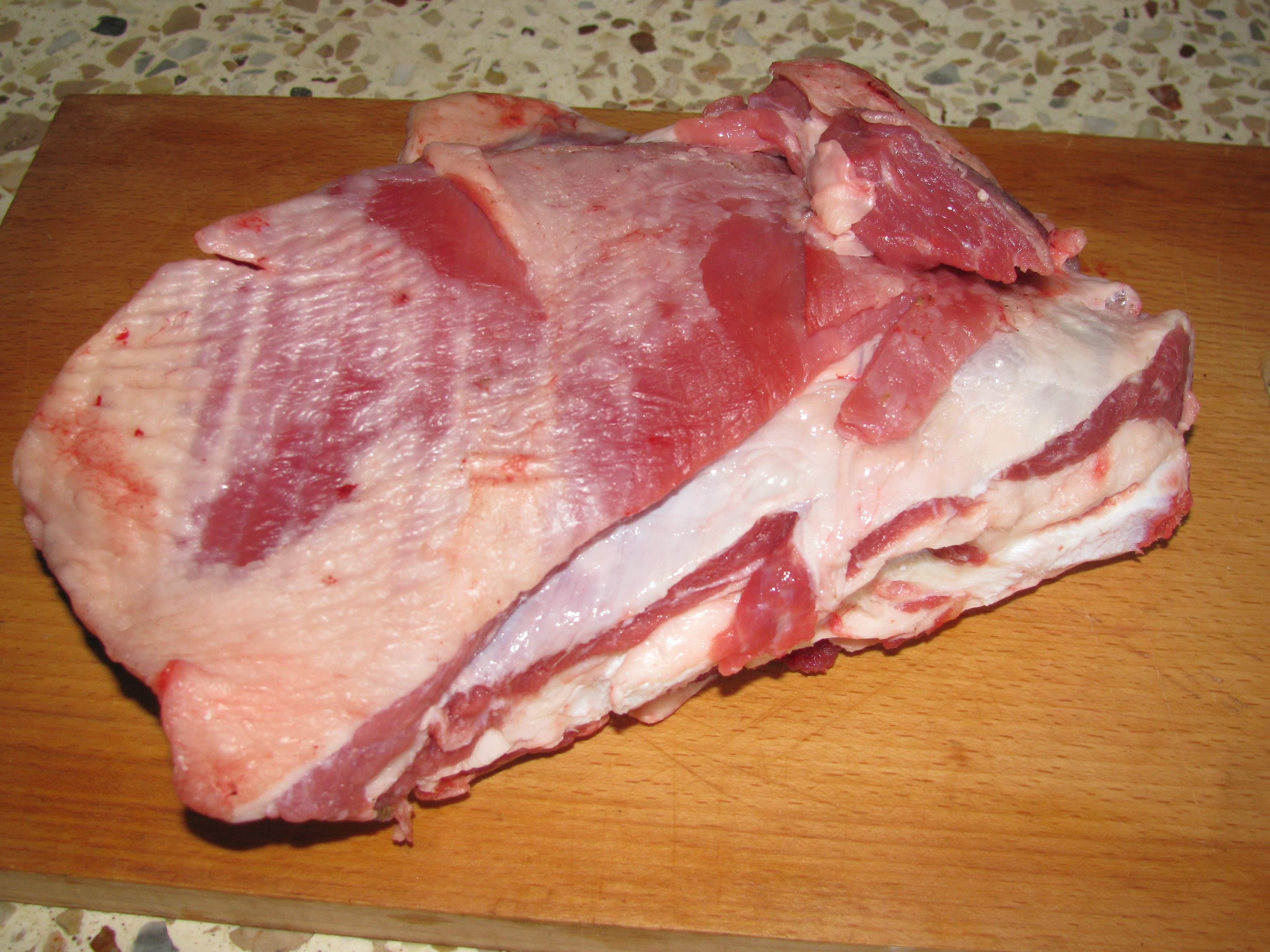
Шматок грудинки

Я́ловичина — м'ясо великої рогатої худоби.

## Класифікація яловичини
Ділиться на три сорти. До першого відноситься спинна, грудна частини, філей, тонкий край, кострець і огузок; до другого — лопатка і плечові частини, а також пахвина; до третього — складка, передня і задня голяшка.
Найбільш цінується яловичина, що отримується від м'ясних порід худоби, і особливо ніжніша телятина — отримувана від статевонезрілих бичків і теличок.

## Ринок
Найбільшим у світі виробником і споживачем яловичини є США, хоча за останні роки споживання цього продукту на душу населення у країні зменшується. У піковому 1976 році середній американець спожив 41,5 кг яловичини. 2013 року цей показник зменшився на 40 % — до 24,5 кг. Натомість удвічі збільшилось споживання курятини через те, що вона дешевша і вважається кориснішою для серцево-судинної системи.
За сім останніх років (2006—2013) її виробництво в Україні знизилося на 60 %, з 284 тис. т у 2003 р. до 112 тис. т у 2010 р., стверджує колишній заступник гендиректора Української аграрної конфедерації Олександр Ярославський. Щоправда, в останні роки Україна знижує імпортозалежність по м'ясу.

## Використання в їжу
Згідно із рекомендованими нормами споживання продуктів харчування, необхідні для підтримання нормальної життєдіяльності населення (Постанова КМУ № 656 від 14.04.2000 р.) на одну особу у працездатному віці — не менше 14 кг яловичини та телятини на рік.
Яловичина споживається у смаженому, вареному, тушкованому, копченому вигляді, а також йде на виготовлення напівфабрикатів; фаршу для котлет, біфштексів, ромштексів, відбивних, гамбургерів. Для прозорих бульйонів й більшості супів найкраще використовувати огузок з кісткою, яку називають «цукровою», а також задню частину куприка, тонкий край з кісткою, лопатку і плечову частину туші. Для щів і борщу потрібне жирніше м'ясо — скажімо, передня частина грудинки. З голяшки варять суп, проте слід враховувати, що ця частина туші вариться довше і нерідко суп з голяшки набуває специфічного запаху та клейкості, характерних для холодців. Готують супи також з ребрового розділу лопаткової частини туші і пахвини.
Смажені м'ясні страви краще всього готувати з вирізки, філею, внутрішньої частини костреця (так званий «зсік»), верхньої частини тонкого краю, а також антрекота (м'якушу, розташованому уздовж спинних хребців).
Тушковане м'ясо можна приготувати із зовнішньої частини костреця і з передньої частини грудинки.
Бефстроганов — з внутрішньої частини куприка та верхньої частини тонкого краю.